# Olive Schreiner
Olive Schreiner, född 24 mars 1855 i Wittebergen, död 11 december 1920 i Wynberg, var en sydafrikansk författare som var syster till William Philip Schreiner.
Schreiner uppmuntrades av George Meredith att ägna sig åt skönlitteraturen och utgav 1883 under pseudonymen Ralph Iron romanen The Story of an African Farm, den första betydande skildringen från det sydafrikanska väldet, kännetecknad av ett starkt ideellt och etiskt engagemang. År 1894 ingick hon äktenskap med en kolonist i Kapkolonin, Samuel Cronwright, och tog, delvis i samarbete med sin make, livlig del i den politiska diskussionen, till en början för att bekämpa Cecil Rhodes (bland annat ströskrifterna The Political Situation, An English South African's View of the Situation, 1899, och Moser Union, 1909).
Inom skönlitteraturen skrev hon vidare parablerna Dreams (1891) och Dream Life and Real Life (1893) samt Trooper Peter Halket of Mashonaland (1897), som skildrar en brittisk soldats omvändelse till kristen uppfattning. Hennes verk utmärks av intensiv, besjälad framställning av det inre livet och en betydande förmåga av målande skildring. Hon framförde feministiska idéer bland annat i Women and Labour, 1911). Postumt utgavs hennes Stories, Dreams and Allegories (1922). Hennes man utgav 1924 The Life of Olive Schreiner.

## Böcker på svenska
- Under Afrikas himmel: historien om en farm i Kaplandet (översättning K. B-n, Geber, 1890) (The story of an African farm)
- Drömmar (översättning Ingeborg Kleen, Beijer, 1897) (Dreams)
- "Kvinnorörelsens mål". I tidskriften Dagny, 1900:11, s. 233–241
- Soldaten Peter Halket: en berättelse från Sydafrika (översättning Walborg Hedberg, Bonnier, 1901) (Trooper Peter Halket of Mashonaland)
- Kvinnan och arbetet (översättning Hanny Flygare, Geber, 1911) (Women and Labour)
- Farmen i Afrika (översättning Gurli Hertzman-Ericson, Natur och kultur, 1944). Ny uppl. Trevi, 1981 (The story of an African farm)